# Pastel de judía azuki
El pastel de judía azuki es un tipo de pastel asiático relleno de anko (pasta dulce de judías azuki). Su ingrediente principal, pues, son las judías azuki.

## Gastronomía cantonesa
El pastel de judía azuki al estilo cantonés se hace de anko congelado. El pastel se endulza y se cobre con sésamo. Suele resultar duro al comerlo, y se sirve en porciones cuadradas. Dependiendo de la región concreta, puede ser un aperitivo que se consume todo el año, o un pastel que se consume en ciertas fiestas tradicionales.

## Gastronomía japonesa
El mizuyokan (Japón) se hace sin la capa exterior de masa al vapor, y en lugar de pasta emplea judías machacadas mezcladas con gelatina. Se enfría durante un periodo de tiempo dilatado y se sirve cortado en cuadrados.